# Berenice (opera)

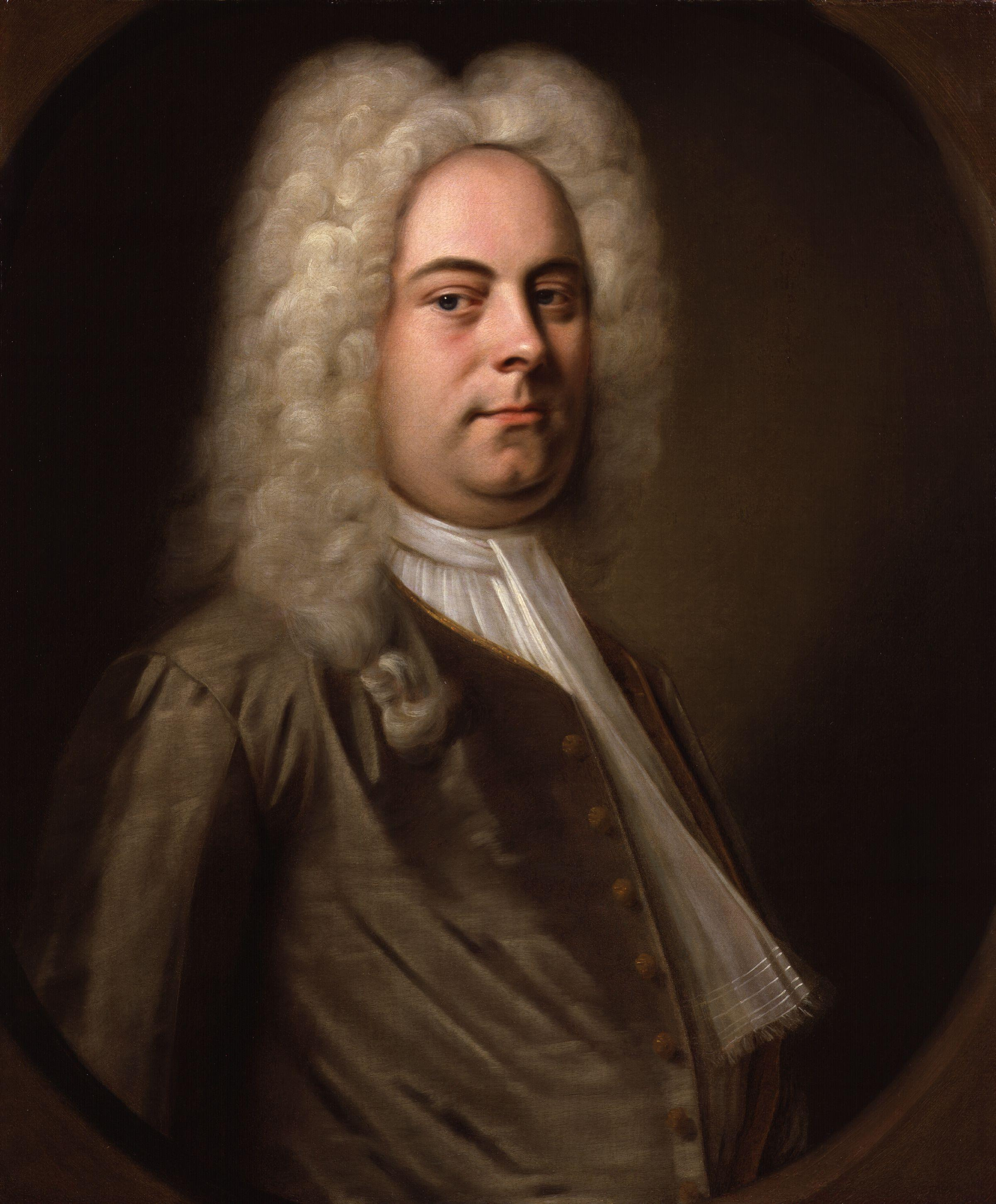
Georg Friedrich Händel

Berenice (HWV 38) är en opera i tre akter med musik av Georg Friedrich Händel. Librettot Berenice, regina d'Egitto skrevs redan 1709 av Antonio Salvi till Giacomo Antonio Pertis opera med samma namn. Handlingen rör sig kring den egyptiska drottningen Berenike III.

## Historia
Till sin tredje opera för säsongen 1737 använde sig Händel av ett libretto av Salvi. Operan hade premiär den 18 maj 1737 på Covent Garden Theatre i London och spelades endast fyra gånger. 

## Personer
- Berenice, drottning av Egypten (sopran)
- Selene, hennes syster (kontraalt)
- Alessandro, en romersk ädling (soprankastrat)
- Demetrio, en prins (altkastrat)
- Arsace, en annan prins (kontraalt)
- Fabio, en romersk budbärare (tenor)
- Aristobolo, kapten (bas)

## Handling
Drottning Berenice av Egypten är förälskad i den makedoniske prinsen Demetrio, men han älskar hennes syster Selene. För att stärka banden till Egypten sänder kejsare Silla två friare till Berenices hov; Fabio och Alessandro. Alessandro attraheras av drottningen men Berenice deklarerar att hon själv vill bestämma sin make. Prins Arsace älskar Selene och Berenice övertalar honom att uppvakta honom, så att förbindelsen mellan systern och Demetrio kan stoppas. Trots diverse missförstånd förblir Selene och Demetrio trogna varandra. Selene lovar Arsace att hon ska bli hans om han friger Demetrio, som Berenice har fängslat. Berenice förbereder att offra Demetrio i Isistemplet, och Selene erbjuder sig att dö i hans ställe. Arsace berättat att han har frigett Demetrio. Berenice väljer Alessandro till make och kröner honom till kung över Egypten. Arsace överlämnar storsint Selene till Demetrio.